# Serie B 2000-2001 (calcio a 5)
La Serie B 2000-2001 è stata la terza edizione del campionato nazionale di terzo livello di calcio a 5 e la undicesima assoluta della categoria. La stagione regolare si è svolta tra il 14 ottobre 2000 e il 14 aprile 2000, prolungandosi fino al 19 maggio 2001 con la disputa delle partite di spareggio. La corrente edizione si distingue dalla precedente per l'allargamento dell'organico con l'istituzione di un sesto girone, e per il meccanismo dei play-off che, esclusivamente per questa stagione, assegnano quattro promozioni.

## Girone A

### Classifica
|  | Pos. | Squadra                 | Pt | G  | V  | N | P  | GF  | GS  | DR   |
|  | ---- | ----------------------- | -- | -- | -- | - | -- | --- | --- | ---- |
|  | 1.   | Seregno                 | 58 | 22 | 19 | 1 | 2  | 106 | 37  | +69  |
|  | 2.   | SUB Milano              | 44 | 22 | 14 | 2 | 6  | 94  | 71  | +23  |
|  | 3.   | Futsal Torino           | 43 | 22 | 14 | 1 | 7  | 112 | 73  | +39  |
|  | 4.   | San Michele             | 43 | 22 | 13 | 4 | 5  | 101 | 71  | +30  |
|  | 5.   | Cesana RV               | 41 | 22 | 13 | 2 | 7  | 102 | 71  | +31  |
|  | 6.   | San Lorenzo della Costa | 31 | 22 | 9  | 4 | 9  | 74  | 92  | -18  |
|  | 7.   | Gordona                 | 30 | 22 | 10 | 0 | 12 | 97  | 95  | +2   |
|  | 8.   | Follonica               | 26 | 22 | 7  | 5 | 10 | 118 | 110 | +8   |
|  | 9.   | Executive Millefonti    | 24 | 22 | 7  | 3 | 12 | 82  | 93  | -11  |
|  | 10.  | Lanzo                   | 23 | 22 | 7  | 2 | 13 | 94  | 126 | -32  |
|  | 11.  | Massa                   | 19 | 22 | 6  | 1 | 15 | 65  | 103 | -38  |
|  | 12.  | Milan Five              | 1  | 22 | 0  | 1 | 21 | 42  | 145 | -103 |

### Verdetti
- La Dominante promossa in serie A2 2001-02.
- Massa, Milan Five e, dopo i play-out, Lanzo retrocesse nei campionati regionali.
- Futsal Torino si fonde con il Gabetto, dando vita al Piemonte C5

## Girone B

### Classifica
|                                          | Pos. | Squadra     | Pt | G  | V  | N | P  | GF  | GS  | DR   |
| ---------------------------------------- | ---- | ----------- | -- | -- | -- | - | -- | --- | --- | ---- |
|                                          | 1.   | VRF Verona  | 61 | 22 | 20 | 1 | 1  | 127 | 53  | +74  |
| Vincitrice della Coppa Italia di Serie B | 2.   | Luparense   | 58 | 22 | 19 | 1 | 2  | 177 | 82  | +95  |
|                                          | 3.   | Dese        | 41 | 22 | 13 | 2 | 7  | 128 | 100 | +28  |
|                                          | 4.   | Aldeno      | 38 | 22 | 12 | 2 | 8  | 133 | 115 | +18  |
|                                          | 5.   | Cadoneghe   | 37 | 22 | 11 | 4 | 7  | 109 | 88  | +21  |
|                                          | 6.   | Bubi Merano | 37 | 22 | 11 | 4 | 7  | 103 | 110 | -7   |
|                                          | 7.   | Manzano     | 31 | 22 | 9  | 4 | 9  | 125 | 115 | +10  |
|                                          | 8.   | Ambroveneto | 24 | 22 | 7  | 3 | 12 | 109 | 130 | -21  |
|                                          | 9.   | Bologna     | 24 | 22 | 7  | 3 | 12 | 79  | 80  | -1   |
|                                          | 10.  | Giemme      | 16 | 22 | 4  | 4 | 14 | 92  | 127 | -35  |
|                                          | 11.  | Merano      | 9  | 22 | 3  | 0 | 19 | 76  | 158 | -82  |
|                                          | 12.  | Tavernetta  | 5  | 22 | 1  | 2 | 19 | 69  | 169 | -100 |

### Verdetti
- Virtus Rekord e, dopo i play-off, Luparense promosse in serie A2 2001-02.
- Gruppo Sportivo Merano e Tavernetta retrocessi nei campionati regionali.
- Aldeno non iscritto al successivo campionato di Serie B; Polisportiva Giemme retrocessa dopo i play-out ma successivamente ripescata.

## Girone C

### Classifica
|  | Pos. | Squadra         | Pt | G  | V  | N | P  | GF  | GS  | DR  |
|  | ---- | --------------- | -- | -- | -- | - | -- | --- | --- | --- |
|  | 1.   | Perugia         | 62 | 22 | 20 | 2 | 0  | 154 | 65  | +89 |
|  | 2.   | Cesena          | 55 | 22 | 18 | 1 | 3  | 97  | 44  | +53 |
|  | 3.   | Ascoli          | 42 | 22 | 13 | 3 | 6  | 95  | 80  | +15 |
|  | 4.   | Miracolo Piceno | 36 | 22 | 0  | 0 | 0  | 86  | 73  | +13 |
|  | 5.   | Macerata        | 34 | 22 | 10 | 4 | 8  | 80  | 77  | +3  |
|  | 6.   | Palextra Fano   | 31 | 22 | 9  | 4 | 9  | 102 | 97  | +5  |
|  | 7.   | Rimini          | 26 | 22 | 8  | 2 | 12 | 74  | 83  | -9  |
|  | 8.   | CUS Viterbo     | 25 | 22 | 8  | 1 | 13 | 91  | 107 | -16 |
|  | 9.   | Bologna FF      | 25 | 22 | 7  | 4 | 11 | 88  | 109 | -21 |
|  | 10.  | San Severino    | 22 | 22 | 7  | 1 | 14 | 83  | 120 | -37 |
|  | 11.  | Scudo San Carlo | 21 | 22 | 6  | 3 | 13 | 73  | 106 | -33 |
|  | 12.  | Bowling Spoleto | 3  | 22 | 1  | 0 | 21 | 51  | 113 | -62 |

### Verdetti
- Perugia e, dopo i play-off, Cesena promossi in serie A2 2001-02.
- Bowling Spoleto e Scudo San Carlo retrocesse nei campionati regionali.
- San Severino retrocesso dopo i play-out ma successivamente ripescato.

## Girone D

### Classifica
|  | Pos. | Squadra        | Pt | G  | V  | N | P  | GF  | GS  | DR  |
|  | ---- | -------------- | -- | -- | -- | - | -- | --- | --- | --- |
|  | 1.   | Martina        | 58 | 22 | 19 | 1 | 2  | 136 | 75  | +61 |
|  | 2.   | Team Matera    | 51 | 22 | 16 | 3 | 3  | 127 | 76  | +51 |
|  | 3.   | Bellevue       | 50 | 22 | 16 | 3 | 3  | 128 | 74  | +54 |
|  | 4.   | Marina CSA     | 38 | 22 | 12 | 2 | 8  | 90  | 79  | +11 |
|  | 5.   | Teate 94       | 32 | 22 | 9  | 5 | 8  | 82  | 86  | -4  |
|  | 6.   | Modugno        | 26 | 22 | 8  | 2 | 12 | 73  | 85  | -12 |
|  | 7.   | CUS Campobasso | 26 | 22 | 7  | 5 | 10 | 78  | 96  | -18 |
|  | 8.   | CUS Potenza    | 25 | 22 | 8  | 1 | 13 | 87  | 106 | -19 |
|  | 9.   | Barletta       | 23 | 22 | 7  | 2 | 13 | 72  | 91  | -19 |
|  | 10.  | Pro Calcetto   | 22 | 22 | 7  | 1 | 14 | 75  | 104 | -29 |
|  | 11.  | Sport Five     | 16 | 22 | 5  | 1 | 16 | 57  | 105 | -48 |
|  | 12.  | CUS L'Aquila   | 14 | 22 | 4  | 2 | 16 | 69  | 97  | -28 |

### Verdetti
- Martina promosso in serie A2 2001-02.
- CUS L'Aquila, Sport Five e, dopo i play-out, Pro Calcetto Avezzano retrocessi nei campionati regionali.
- Polisportiva Bellevue non iscritta al successivo campionato di Serie B.

## Girone E

### Classifica
|  | Pos. | Squadra          | Pt | G  | V  | N | P  | GF  | GS  | DR  |
|  | ---- | ---------------- | -- | -- | -- | - | -- | --- | --- | --- |
|  | 1.   | Brillante Roma   | 50 | 22 | 15 | 5 | 2  | 79  | 50  | +29 |
|  | 2.   | Quartu 2000      | 45 | 22 | 14 | 3 | 5  | 75  | 49  | +26 |
|  | 3.   | Civitavecchia    | 39 | 22 | 12 | 3 | 7  | 110 | 76  | +34 |
|  | 4.   | Ladispoli        | 34 | 22 | 9  | 7 | 6  | 72  | 59  | +13 |
|  | 5.   | Bellator Frusino | 31 | 22 | 9  | 4 | 9  | 77  | 83  | -6  |
|  | 6.   | ATS Quartu       | 31 | 22 | 9  | 4 | 9  | 86  | 94  | -8  |
|  | 7.   | Cerbara          | 29 | 22 | 8  | 5 | 9  | 66  | 61  | +5  |
|  | 8.   | Ceccano          | 29 | 22 | 8  | 5 | 9  | 75  | 71  | +4  |
|  | 9.   | Lazio Calcetto   | 29 | 22 | 8  | 5 | 9  | 77  | 76  | +1  |
|  | 10.  | Costa di Sopra   | 26 | 22 | 7  | 5 | 10 | 64  | 67  | -3  |
|  | 11.  | Siurgus Donigala | 18 | 22 | 6  | 0 | 16 | 73  | 110 | -37 |
|  | 12.  | Roma             | 11 | 22 | 3  | 2 | 17 | 57  | 115 | -58 |

### Verdetti
- Brillante Roma e, dopo i play-off, Quartu 2000 promosse in serie A2 2001-02.
- Roma Calcetto e Siurgus Donigala retrocesse nei campionati regionali.
- Ladispoli cede il titolo sportivo all'Ostia, non iscrivendosi al successivo campionato di Serie B; Costa di Sopra retrocesso dopo i play-out ma successivamente ripescato.

## Girone F

### Classifica
|  | Pos. | Squadra          | Pt | G  | V  | N | P  | GF  | GS  | DR  |
|  | ---- | ---------------- | -- | -- | -- | - | -- | --- | --- | --- |
|  | 1.   | Real Scafati     | 47 | 22 | 15 | 2 | 5  | 134 | 99  | +35 |
|  | 2.   | Olimpia Ischia   | 44 | 22 | 14 | 2 | 6  | 123 | 81  | +42 |
|  | 3.   | Avellino         | 42 | 22 | 12 | 6 | 4  | 145 | 120 | +25 |
|  | 4.   | Nocerina         | 39 | 22 | 12 | 3 | 7  | 112 | 85  | +27 |
|  | 5.   | Libertas Corbino | 37 | 22 | 10 | 7 | 5  | 99  | 77  | +22 |
|  | 6.   | Wisser Club      | 34 | 22 | 11 | 1 | 10 | 112 | 120 | -8  |
|  | 7.   | Viagrande        | 26 | 22 | 7  | 5 | 10 | 85  | 83  | +2  |
|  | 8.   | Forio            | 26 | 22 | 8  | 2 | 12 | 79  | 90  | -11 |
|  | 9.   | Sinuessa         | 25 | 22 | 8  | 1 | 13 | 64  | 86  | -22 |
|  | 10.  | Catanzaro        | 23 | 22 | 6  | 5 | 11 | 77  | 88  | -1  |
|  | 11.  | Cristal Mode     | 23 | 22 | 6  | 5 | 11 | 85  | 112 | -27 |
|  | 12.  | Ares Siracusa    | 9  | 22 | 2  | 3 | 17 | 75  | 149 | -74 |

### Verdetti
- Real Scafati e, dopo i play-off, Olimpia Ischia promosse in serie A2 2002-03.
- Ares Siracusa retrocesso nel campionato regionale della Sicilia.
- Viagrande rinuncia alla Serie B, iscrivendosi al campionato regionale; Cristal Mode e, dopo i play-out, Sinuessa retrocessi ma successivamente ripescati.

## Play-off
Ai play-off sono qualificate d'ufficio le squadre che al termine della stagione regolare si sono classificate al secondo e terzo posto di ogni girone. Le quattro migliori seconde accedono direttamente alla fase finale mentre le altre otto si affrontano reciprocamente in un turno preliminare.
In tutte le fasi gli incontri sono disputati con gare di andata e di ritorno, al termine delle quali sono dichiarate vincenti le squadre che nelle due partite hanno realizzato il maggior numero di reti. Nel caso di parità gli arbitri della gara di ritorno faranno disputare due tempi supplementari di 5 minuti ciascuno. Qualora anche al termine di questi permanesse la parità, si procederà all'effettuazione dei calci di rigore.

### Fase preliminare
Gli incontri di andata si sono disputati sabato 28 aprile 2001, quelli di ritorno il sabato seguente a campi invertiti.
| Squadra 1     | Totale  | Squadra 2      | Andata | Ritorno |
| ------------- | ------- | -------------- | ------ | ------- |
| Ascoli        | 5 - 6   | Bellevue       | 3 - 4  | 2 - 2   |
| SUB Milano    | 9 - 12  | Dese           | 3 - 8  | 6 - 4   |
| Avellino      | 17 - 11 | Civitavecchia  | 9 - 4  | 8 - 7   |
| Futsal Torino | 4 - 8   | Olimpia Ischia | 2 - 4  | 2 - 4   |

### Fase finale
Gli incontri di andata si sono disputati sabato 12 maggio 2001, quelli di ritorno il sabato seguente a campi invertiti.
| Squadra 1      | Totale  | Squadra 2   | Andata | Ritorno         |
| -------------- | ------- | ----------- | ------ | --------------- |
| Bellevue       | 11 - 12 | Cesena      | 5 - 3  | 6 - 9 (dts)     |
| Dese           | 7 - 13  | Luparense   | 3 - 4  | 4 - 9           |
| Avellino       | 5 - 8   | Quartu 2000 | 3 - 2  | 2 - 6           |
| Olimpia Ischia | 8 - 8   | Team Matera | 5 - 3  | 3 - 5 (7-6 dtr) |

## Play-out
Otterranno la permanenza in Serie B le squadre che, nell'arco del doppio confronto, avranno realizzato il maggior numero di reti.
In caso di parità, al termine della sfida di ritorno, si giocheranno due tempi supplementari da 5’ ciascuno. Perdurando la parità otterranno la salvezza le squadre meglio classificate al termine della stagione regolare. Le gare di andata si sono disputate il 28 aprile, quelle di ritorno il 5 maggio 2001 a campi invertiti.
| Squadra 1      | Totale  | Squadra 2            | Andata | Ritorno |
| -------------- | ------- | -------------------- | ------ | ------- |
| Lanzo          | 5 - 11  | Executive Millefonti | 3 - 6  | 2 - 5   |
| Giemme         | 10 - 17 | Bologna              | 5 - 7  | 5 - 10  |
| San Severino   | 11 - 14 | Bologna FF           | 8 - 6  | 3 - 8   |
| Costa di Sopra | 7 - 9   | Lazio Calcetto       | 5 - 4  | 2 - 5   |
| Pro Calcetto   | 6 - 9   | Barletta             | 5 - 6  | 1 - 3   |
| Catanzaro      | 6 - 2   | Sinuessa             | 4 - 2  | 2 - 0   |